# Бітік
Біті́к (каз. Бітік) — село у складі Акжаїцького району Західноказахстанської області Казахстану. Входить до складу Жамбильського сільського округу.
Населення — 189 осіб (2021; 269 у 2009, 342 у 1999, 344 у 1989).

## Уродженці
- Абдолов Михайло (1918—2006) — учасник німецько-радянської війни, Герой Радянського Союзу.